# Воля-Брвіленська
Воля-Брвіленська (пол. Wola Brwileńska) — село в Польщі, у гміні Новий Дунінув Плоцького повіту Мазовецького воєводства.
Населення — 180 осіб (2011).
У 1975-1998 роках село належало до Плоцького воєводства.

## Демографія
Демографічна структура станом на 31 березня 2011 року:
|          | Загалом | Допрацездатний вік | Працездатний вік | Постпрацездатний вік |
| -------- | ------- | ------------------ | ---------------- | -------------------- |
| Чоловіки | 84      | 14                 | 60               | 10                   |
| Жінки    | 96      | 11                 | 67               | 18                   |
| Разом    | 180     | 25                 | 127              | 28                   |